# Pollux (satélite)
Pollux es un satélite troyano del sistema Saturno-Dione, ocupando el punto lagrangiano (L 5 ) y por tanto es un satélite coorbital de Dione. En el sistema de Saturno, Pollux se aleja más del punto lagrangiano, llegándose a desviar hasta 32 grados de L 5 . Su diámetro se estima que es aproximadamente 3.5 km. 
La luna Helena ocupa el punto lagrangiano. (L 4 ).
El nombre Pollux fue aceptado por el IAU el 21 de enero de 2005. En la mitología griega, Pólux es otro nombre para Polideuco, hermano de Cástor.